# Скьявонеска
Скьявонеска, полностью итал. Spada schiavonesca — «славянский меч» — тип меча, обычно полутораручного, появившийся в Юго-Восточной Европе в XIV веке. Позднее заимствован венецианцами, послужив основой для скьявон XVII—XVIII веков. В Венеции сохранилось множество подобных мечей

## Описание
Особенностью скьявонеск была гарда в форме латинской S (стиль 12 по Оукшотту), загнутые концы которой предположительно позволяли захватить клинок противника и отвести его в сторону или вырвать из рук. Предположительно данная техника родилась из опыта столкновений с турками с их кривыми саблями. Форма клинка, по крайней мере некоторых скьявонеск, например экземпляра из Королевского музея Онтарио, соответствует типу XIIIa по классификации Оукшотта. Навершие обычно квадратной формы, с тремя выступами вверху и по одному круглому выступу на каждой из боковых сторон (тип Z по Оукшотту).

Наиболее старые скьявонески датированы концом XIV века и происходят из Сербии, однако похожие клинки известны также в Византии и Венгрии, поэтому точное происхождение скьявонеск не ясно. В XV веке скьявонески появляются в Венеции вместе с албанскими, греческими и славянскими наёмниками (их всех объединяли словом далматинцы), в частности на вооружении гвардии дожей. Тогда же они получают своё итальянское название.

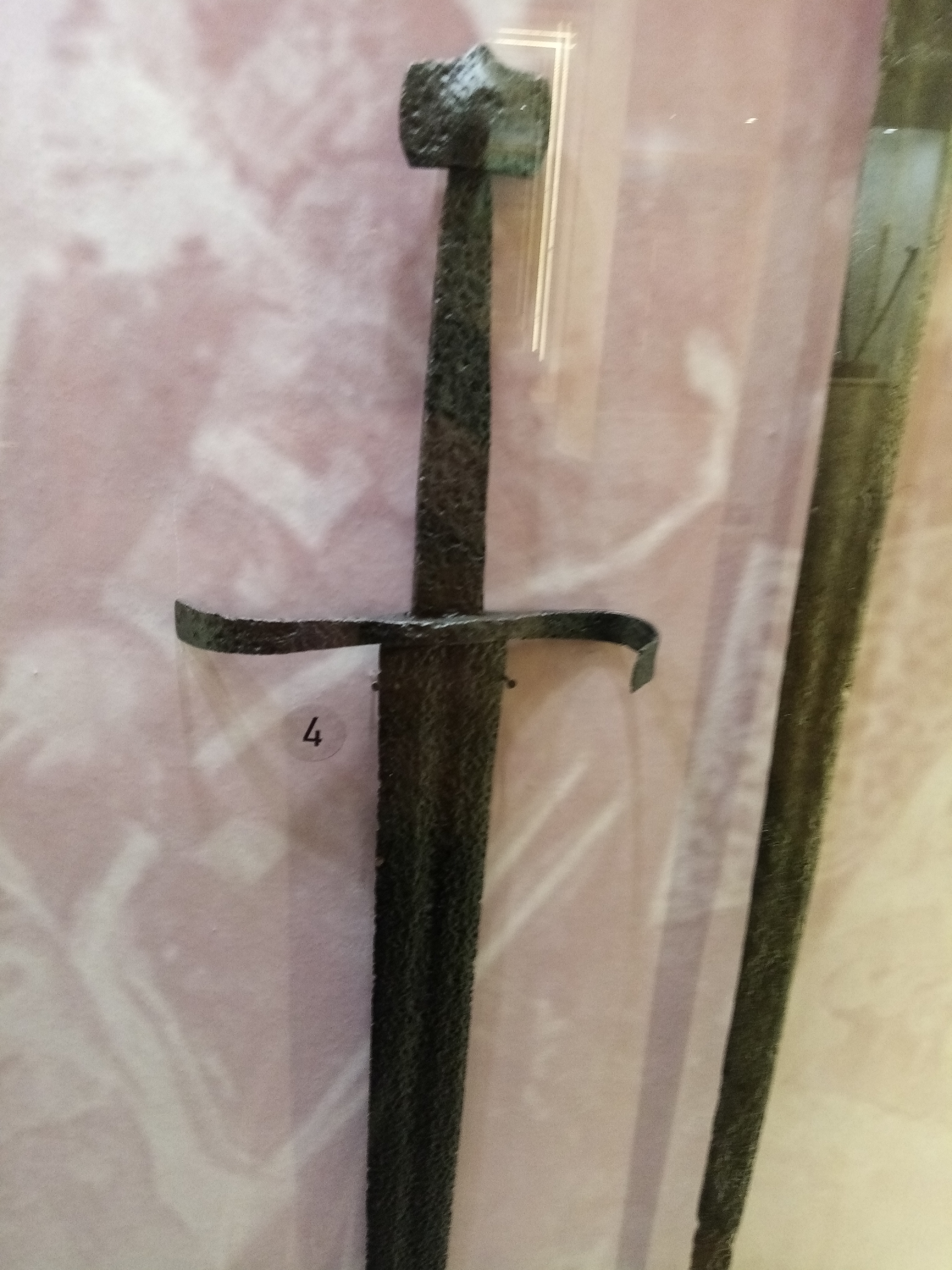
Скьявонеска